# Hikoridió

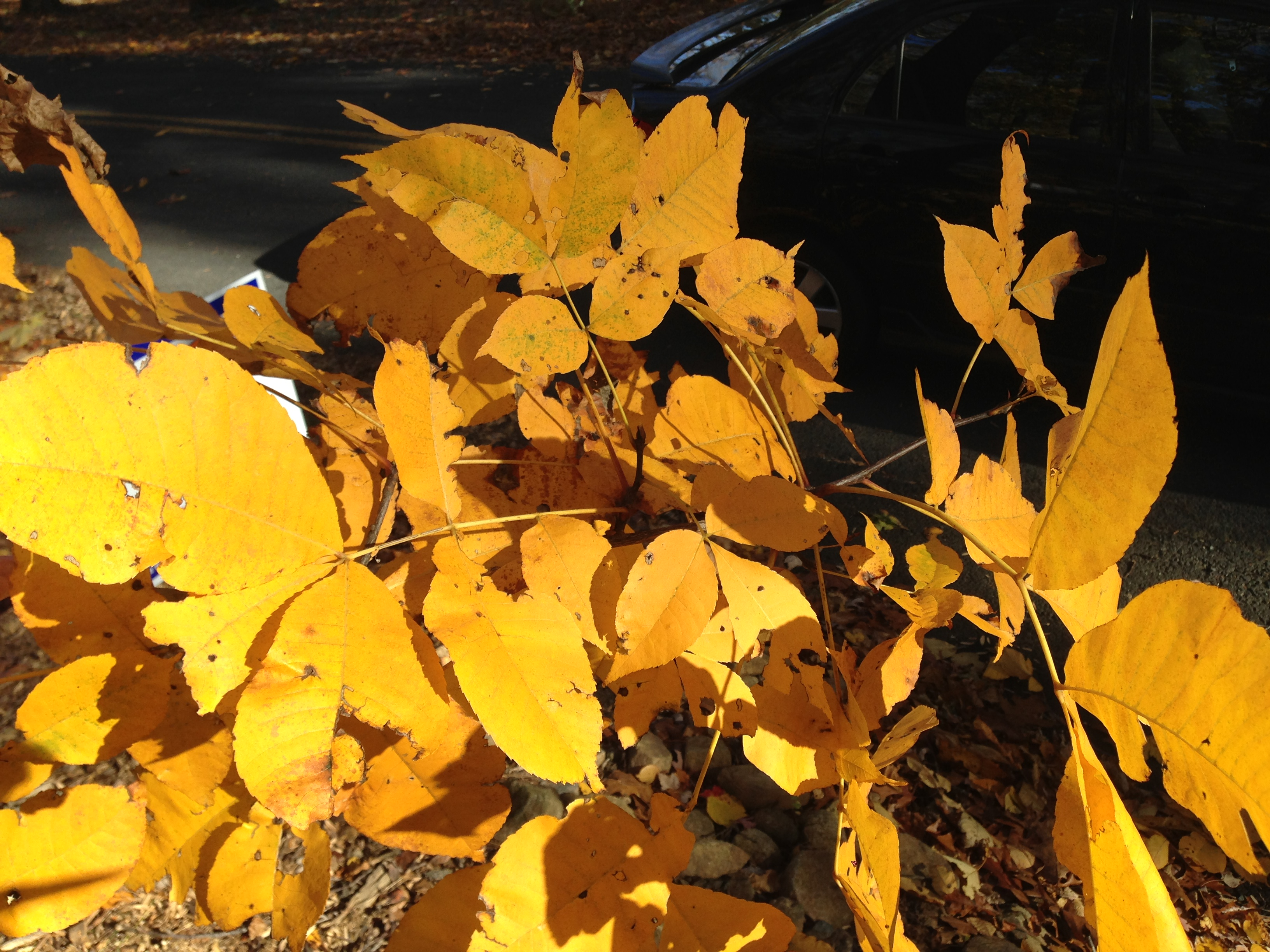
Őszi levelei

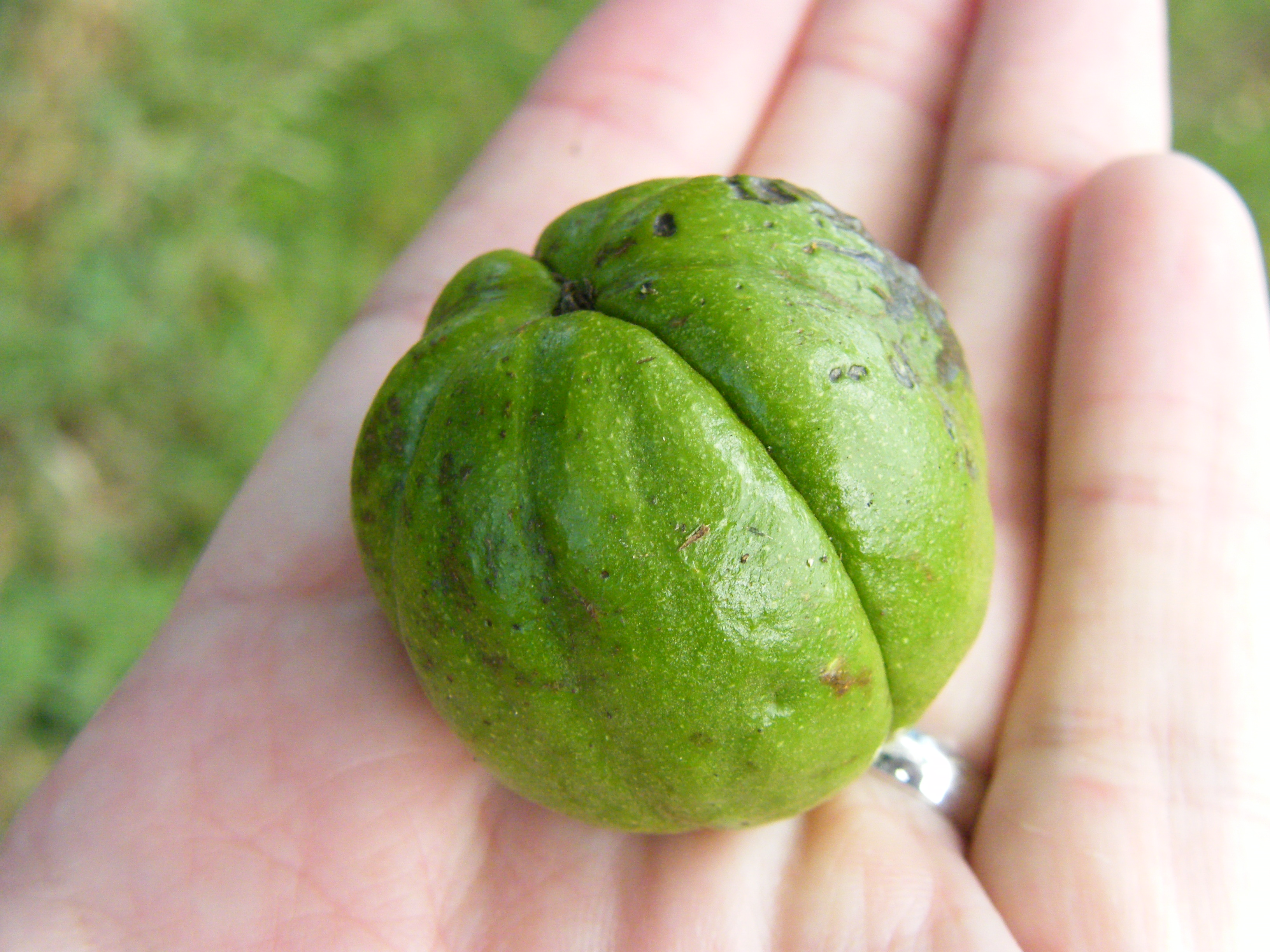
Éretlen diója

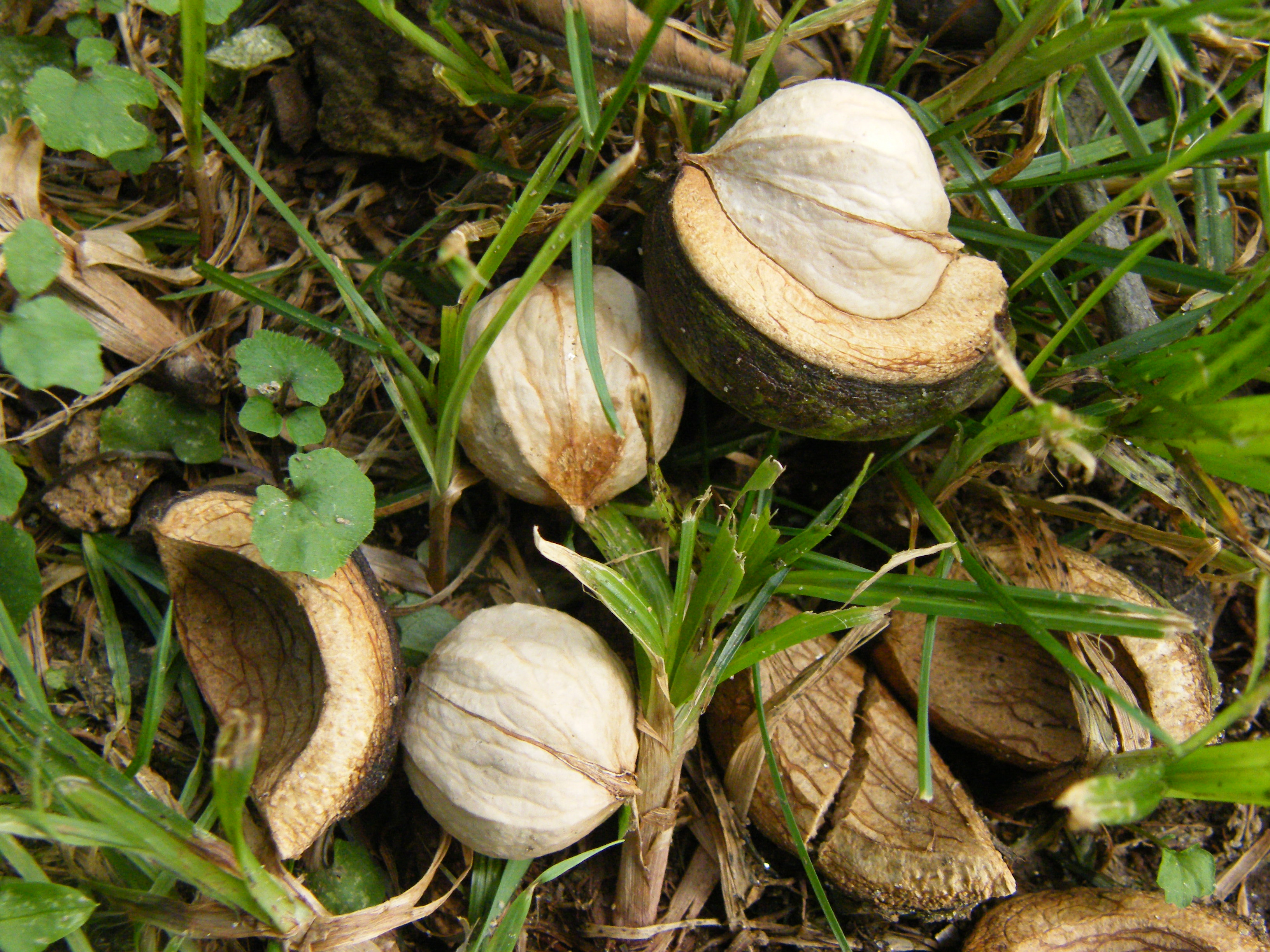
Feltört termései

A hikoridió (Carya) a bükkfavirágúak (Fagales) rendjébe sorolt diófafélék (Juglandaceae) családjának egyik nemzetsége. A nemzetséget korábban „Hicoreae”-nek is nevezték köznyelvi neve, a hikoridió után.
A „hikori” név indián eredetű; valamelyik algonkin nyelvből (valószínűleg a póhatanból). Tudományos neve, a „Carya” név ógörög eredetű; a „κάρυον” ugyancsak diót jelent. A mitológiában Kária Dionnak, Lakónia királyának volt a lánya, és Dionüszosz diófává változtatta (Orosz).

## Származása, elterjedése
A nemzetség holarktikus. A fajok többsége Észak-Amerikában él, a többi Kínában.
Mintegy 70 millió éve különülhetett el a többi diófélétől; ebből az időszakból kerültek elő a többi dióféléhez átmeneti állapotú maradványok. Az ősi formáknak valószínűleg csak 8 kromoszómájuk volt; a jelenlegi diploid kromoszómaszám (n = 16) hibridizálódás eredménye lehet. Valószínűsítik, hogy a nemzetség őse Amerikában alakult ki, és egy alakja a Bering-földhídon terjedt át Ázsiába. 50 millió éves maradványai Eurázsiából és Észak-Amerikából is ismertek.
Az első felismerhető hikori-diótermés 34 millió éves; ezt Colorado államban találták. 20 millió éves maradványaik kerültek elő Németországban és Kínában.
A harmadidőszakban nagy területen tenyésztek az egész északi féltekén, így a Spitzbergákon, Szibériában és Grönlandon is. Eocén kori fosszilis maradványaik Budapesten, a Kis-Sváb-hegyen is megtalálhatók (Révai lexikon).
Európában 2 millió éve a pleisztocén korban haltak ki. Termőhelyük Amerikában is erősen beszűkült. A pacifikus–észak-amerikai flóraterületről teljesen kipusztultak; a nyugati part- és hegyvidékre azóta se tértek vissza.
Az ősi fajok dióinak héja vékonyabb voltak a maiakénál és a héj belső, második fala is új fejlemény. A héj vastagodása időben egybeesik a rágcsálók (Rodentia), így a mókusfélék (Sciuridae) nagyobb elterjedésével, a héj vastagodása alighanem a diótermés védelmét szolgálta. Egyfajta kivételként a pekándió megtartotta vékony héját és diójában nincs másodlagos belső fal. (Más feltételezések szerint ez a többezer éves szelektálás eredménye.)
A legkorábbi, ember által használt hikoridió-maradvány Texasból, a Baker-barlang ásatásából került elő, ahol egy i.e. 6100-ra datált kultúrrétegben pekándió levelét és termését is megtalálták. A pekándió ezután is az indiánok fontos tápláléka maradt; a hikoridió és a dió egyidejű fogyasztását 1650-ből származó leletekben is kimutatták. A Caryák közül a leginkább hasznosított dió, a pekándió neve is indián eredetű, eredeti jelentése minden nehezen, csak eszközzel (kővel, kalapáccsal) törhető héjas termésre vonatkozott, pl. így hívták a chippewa indiánok is: pagan, többes számban paganag. A Mississippi mentén élő algonkin indiánok nyelvén a pekán szó ezt jelenti: „kézzel törhetetlen dió”. Francia felfedezők a Mississippi mentén élő indiánoknál betűzték le a pekándió nevét, francia írással „pecanes”, ill. „pacanes” néven. Spanyol felfedezők pedig „pacanos” formában rögzítették. Az angol „pecan” elnevezés Webster 1773-as szótárában rögzült jelenlegi formájában.

## Megjelenése, felépítése
Kedvező körülmények között függőlegesen feltörekvő, hengeres koronájú nagy fává fejlődik. Fejlett, erős főgyökere mélyre hatol.
Hajtásaikon, vékonyabb ágaikon látszik, hogy fabelük sima, míg a dióké (Juglans spp.) rekeszes.
Páratlanul összetett levelei 5-21 lándzsás, hegyes levélkéből állnak. Megdörzsölve kellemes, aromás illatot árasztanak. A kínai hikorik levélkéinek sima a széle, az amerikaiaké fűrészes.
A többi dióféléhez hasonlóan egylaki, de a hím- és nővirágok különbözőképpen helyezkednek el a fán:
- a 7–8 cm hosszú, karcsú, lecsüngő porzós barkák egy vagy két pár szemben álló, pikkelyes rügyből fejlődnek ki egy időben a hajtásrügyek kibomlásával. Rügyenként három barka fejlődik
- apró, nem feltűnő nővirágaik a tárgyévi hajtás végén állnak. Egy-egy füzérben (amit mondanak „peceknek”, illetve „tüskének” is) 2-20 virág nyílik.

Az egy fán növő hím- és a nővirágok más-más időben nyílnak, így biztosítják az idegen megporzást (heterozigóta-hatást).
A kerek vagy ovális, vaskos kopáncs varratok mentén a fajtól és a genotípustól függően többé-kevésbé négy lebenyre hasad. A kopáncs hasadása is megkülönbözteti a Juglans dióktól: a hikoriké szabályosan hasad (a kínai fajok kopáncsa 4–9 lebenyre), a dióké szabálytalanul vagy sehogy sem.
Csonthéja sima vagy szögletes. A kopáncs nélküli diótermés alapján is megkülönböztethető a (Juglans) dióktól, mert a hikorikra jellemző alapi plexus a diókról hiányzik.

## Életmódja, termőhelye
Termése ősszel érik, kopánccsal vagy anélkül hullik. A termés bősége ciklikusan változó.

## Rendszertani felosztása
Az egyes rendszertanokban a fajok elhatárolása nem mindig azonos. Az általunk ismertetett felosztás 17 önálló fajt és 12 fajközi hibridet tartalmaz.

### Fajok
Az 1978 óta érvényes tudományos rendszerezés a nemzetséget három szekcióra osztja:
1. Sinocarya szekció. Amint ezt neve is mutatja, a kínai fajok tartoznak ide. Csúcsrügyeikről hiányoznak az amerikai fajokra jellemző rügypikkelyek. Levélkéik szélek simák.
- kínai hikoridió (Carya cathayensis)
- hunani hikori (Carya hunanensis)
- Carya kweichowensis
- tonkini dió (Carya tonkinensis)

Kínai nevük angol átiratban „shan he tao”.
2. Apocarya szekció; ezeket az úgynevezett pekán-hikorik.
- vízi hikoridió (Carya aquatica)
- keserű hikoridió (Carya cordiformis)
- pekándió (Carya illinoinensis)
- mexikói hikoridió (Carya palmeri)

3. Carya szekció, avagy „igazi” hikorik.
- bozót-hikori (Carya floridana)
- kerek hikoridió (vörös hikoridió,[1] Carya glabra)
- héjas kérgű hikoridió (Carya laciniosa)
- szerecsendió-hikori (Carya myristiciformis)
- ovális hikoridió (Carya ovalis)
- fehér hikoridió (foszlós kérgű hikoridió, Carya ovata, Caria alba)
- halvány hikoridió (Carya pallida)
- texasi hikoridió (fekete hikori, Carya texana)
- nemezes hikoridió (molyhos hikori, hamis hikori, borzas hikori, Carya tomentosa)

A pekán-hikorik főleg abban különböznek az igazi hikoriktól, hogy csúcsrügyeik legfeljebb hat rügypikkelyt tartalmaznak. Ezek éle tapintható és nem fedik át egymást. Az igazi hikorik csúcsrügyén 6-12, egymást átfedő rügypikkely van. A botanikusok szerint a rügypikkelyek száma a hidegtűréssel nő.
A további eltérések nem mérvadóak, csak segéd-fogódzók. A pekán-hikorik levélkéinek száma 5-13, az igaziaké 5-9. A pekánok kopáncsán több „szárny” van. A félbevágott terméseken jól látható, hogy az „igazi” hikorik diójának nincs dupla fala vagy belső gerince, ami a dió alapjánál négy részre osztaná a belet (ez a pekándióban sincs meg). Az ázsiai fajoknál is hiányzik a belső, dupla fal. Végül az összes pekán-hikori diploid (n=16) kromoszómaszámú, az igaziak diploidok vagy tetraploidok (n=32).

### Hibridek
A hikori fajok genetikailag kevéssé különböznek, ezért könnyen hibridizálódnak átfedő termőhelyeiken és emberi beavatkozásra is. Közülük az egyik legismertebb a vízi hikoridió (Carya aquatica) és a pekándió (Carya illinoisensis) hibridje.
- A Carya x ludoviciana a vízi hikoridió (Carya aquatica) és a texasi hikoridió (Carya texana) hibridje. 1927-ben hozták létre.
- A hican a fehér hikoridió (Carya ovata) és a pekándió (Carya illinoinensis) hibridje. Fő jelentősége, hogy a pekándió élőhelyétől északra, Kanadában is termeszthető.
- A Carya x brownii a keserű hikoridió (Carya cordiformis) és a pekándió (Carya illinoinensis) hibridje. Utóbbi termőterületétől északra is ültethető.
- A Carya x laneyi a fehér hikoridió (Carya ovata) és a keserű hikoridió (Carya cordiformis) hibridje 11 elismert fajtával, amelyek közül a Brackett nevűt 1896-ban jegyezték be.
- A Carya x demareei az ovális hikoridió (Carya ovalis) és a keserű hikoridió (Carya cordiformis) hibridje.

## A kultúrában
William Strachey 1612-es beszámolója szerint komoly szerepet játszott a mai Virginia állam területén élt póhatan indiánok halál-mítoszában. Az indiánok a halottnak kukoricamálét és „pokahichary”-nak nevezett italt (vízzel kevert hikoridió belet) szolgáltak fel, hogy szelleme nyugodtan utazhasson a felkelő naphoz.

## Felhasználása
A legtöbb faj diója fogyasztható, némelyiké kimondottan ízletes. Ezek közül a legnevezetesebb a pekándió (Carya illinoisensis).

### A történeti időkben
Már az európai felfedezők első feljegyzései tartalmaznak információkat a hikoridió fogyasztásáról. Európában elsőként Cabeza de Vaca számolt be róla 1533-ban. Leírta, hogy Texasban, a Guadalupe folyónál évente váltakozó mennyiségben terem. (Ezt a terméskihagyó tulajdonságát azóta is megtartotta.) Ugyancsak Cabeza de Vaca írja, hogy a Colorado folyó alsó szakaszánál, a mariame indiánok területén kísérői megálltak egy napra „diót enni”. Ez a dió kicsi volt — akkora, mint a korabeli dió Galiciában. Sok, nagy fát látott. Úgy hallotta, hogy ezek az indiánok télen két hónapon át nem ettek semmi mást, csak ezt a diót.
Olajáról elsőnek Hernando de Soto számolt be. Ő 1539 és 1542 között azt tapasztalta, hogy a jelenlegi USA délkeleti területein az indiánok dióból és hikoriból is sok olajat ütöttek. Ezeket nemcsak étkezésre használták, de gyógyászati célokra is leírása szerint fájdalmakra és hascsikarásra.
Jean Bernard Bossu 1771-ben arról számolt be, hogy az indiánok a palacsintájukat dióolajban sütötték. 1792-ben William Bartram „régi, művelt hikori-mezőket” írt le a mai Georgia állam területéről. Egyes indián diótermelők 30–40 t hikoridiót is tároltak otthon. A dióolaj előállításához a darabokra tört dióbélt forró vízben főzték. Ezután a masszát finom szitán szűrték át, és a szűrőn fennmaradt finom, tejszínszerű, „hikoritej”-nek nevezett édes krémet használták fel, főleg kukoricalepényekhez.
Más, korai feljegyzések (John Lawson 1714, Bernnard Romans 1775) szerint az indiánok a dióbelet magában is fogyasztották, de italt is csináltak belőle. Hasonló módon fogyasztották Ázsiában az ottani fajok dióját.
Fájából az indiánok jó íjakat készítettek, emellett kéziszerszámokat is (du Pratz, 1763).
A csipeva indiánok a nemezes hikoridió (Carya tomentosa) fiatal hajtásait görcsök oldására használták.
A hikori-diók jelentőségét jól mutatja, hogy a különböző fák és diók megnevezésére voltak szavai azoknak az indián törzseknek is, amelyek területén ezek nem nőttek.

### Napjainkban
Legnagyobb gazdasági jelentőségű faja a pekándió — az USA-ban az éves pekándiótermés kb. 125 000 t, ennek értéke mintegy 260 millió dollár. Jóval kisebb mennyiségben eszik a héjas kérgű hikoridiót (Carya laciniosa) és a fehér hikoridiót (Carya ovata). Utóbbiak hasznosíthatóságukat erősen korlátozza, hogy későn, tíz éves koruk után fordulnak termőre, ráadásul termésük a pekándióénál kisebb és erősen szakaszos — egy-egy kifejlett fáról háromévente várható 20–50 kg héjas termés. Mindemellett a monokultúrában megnő a gomba- és rovarfertőzés veszélye. Mostanában génmanipulációs kísérletekkel próbálnak a betegségeknek ellenálló fajtákat előállítani.
Mindegyik faj fája értékes, de ha hagyják a fákat nagyra nőni, az rontja mezőgazdasági hasznosításukat (akárcsak a közönséges diónál). Azokon az ültetvényeken, amelyeken jó faanyagot akarnak nevelni, a diótermés másodlagos szemponttá válik. A hikori-állományok megritkulásához éppen a faanyag magas ára vezetett, amiért sok ültetvényt kivágtak.
Az ázsiai fajok közül a kínai, a hunani és a tonkini dió termését eszik ugyan, de ültetvényeik nincsenek. A kínai és a tonkini dió beléből dióolajat is ütnek. Ennek kedvező, egészséges olajsav-összetétele perspektivikussá teszi termesztésüket, mert erre az olajra lenne fizetőképes kereslet fejlett országokban. Ezek faanyaga is értékes.
A hikorifák anyagát a porózus, mégis vastag falú edénynyalábok erőssé és rugalmassá teszik. Felhasználása sokoldalú; különösen alkalmas kéziszerszámok (pl. baltanyelek) készítésére. Az automobilizmus ideje előtt Európában — így nálunk is — hikorifából készítették a drágább hintók aljrészeit. Ezt a faanyagot viszonylag nehéz ragasztani, de rendkívül jól szögelhető.
Készülnek belőle többek között sílécek, tornaszerek (pl. felemáskorlát), tornacsarnokok padlózata, görkorcsolyapályák, húsvágó tőkék, falburkolatok, raklapok, létrák, bútorok, hangszerek (pl. zongora).
A legapróbb, maradék faanyagokból tipli készül. Hulladékát rendkívül kellemes aromája miatt húsok, sajtok füstölésére használják.

## Fordítás
- Ez a szócikk részben vagy egészben  a   Hickory című angol Wikipédia-szócikk ezen változatának fordításán alapul.  Az eredeti cikk szerkesztőit annak laptörténete sorolja fel. Ez a jelzés csupán a megfogalmazás eredetét és a szerzői jogokat jelzi, nem szolgál a cikkben szereplő információk forrásmegjelöléseként.